# André Vésale
André Vésale, de son nom latin Andreas Vesalius, de son nom de naissance Andreas Wytinck van Wesel (né le 31 décembre 1514 et mort à Zante le 15 octobre 1564) est un anatomiste et médecin brabançon, grand humaniste de son époque.
Il est l’auteur du De humani corporis fabrica (Sur le fonctionnement du corps humain), l'un des livres les plus novateurs sur l’anatomie humaine. Il est considéré par de nombreux historiens des sciences comme le plus grand anatomiste de la Renaissance, voire le plus grand de l’histoire de la médecine. Ses travaux, outre qu’ils font entrer l’anatomie dans la modernité, mettent fin aux dogmes du galénisme qui bloquaient l’évolution scientifique depuis plus de mille ans aussi bien en Europe que dans le monde islamique. 
Grand humaniste de son époque, Vésale ne se détache pas entièrement de l'œuvre de Galien, pour lequel il a une très grande admiration. Le fait de le critiquer, de souligner ses erreurs n'est pas un signe de mépris mais comme dans toute démarche scientifique, c'est un processus normal qui s'appelle l'objectivité. Il reprend d'ailleurs un certain nombre d'éléments de l'œuvre de Galien.

## Premières années

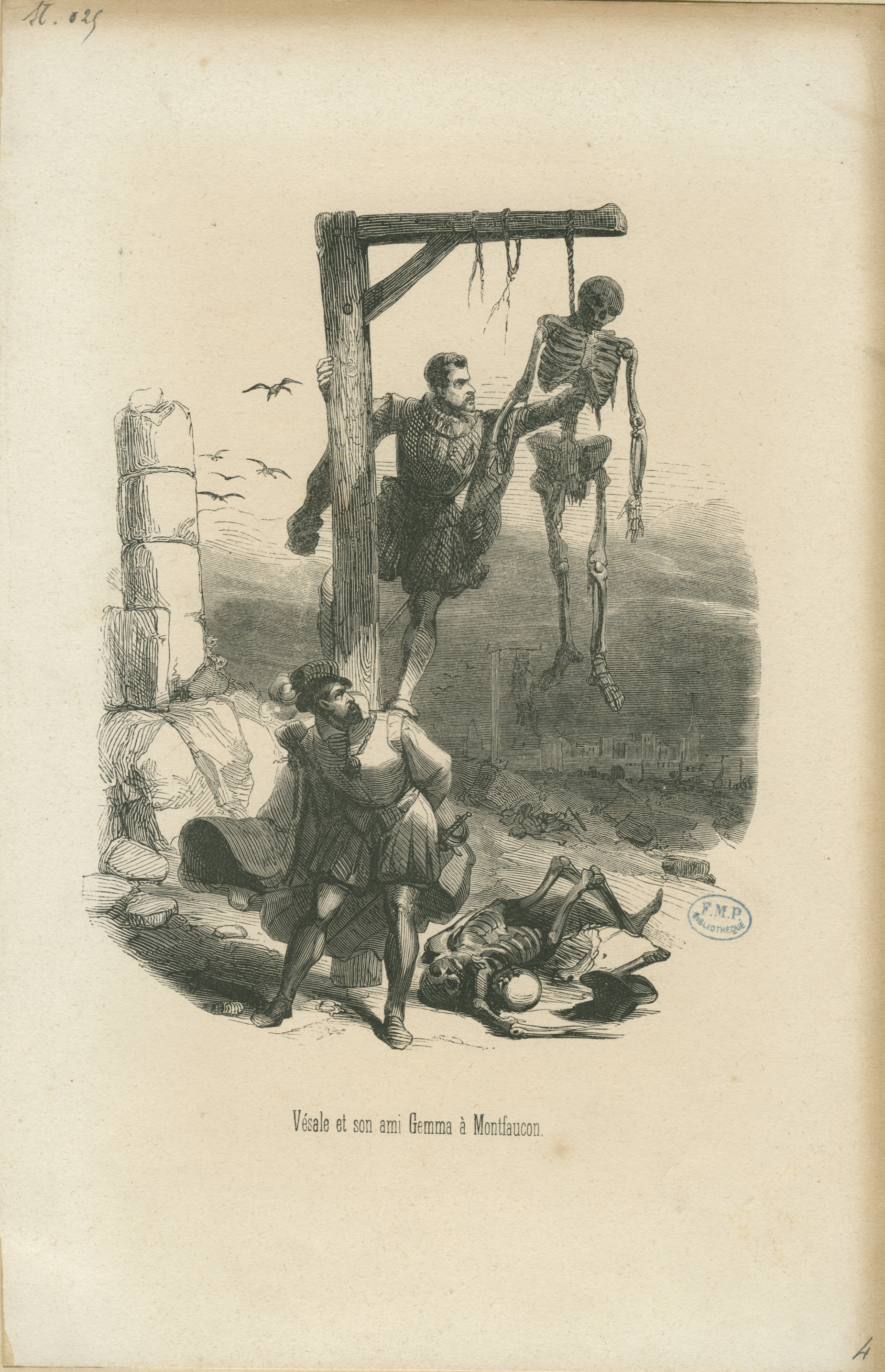
Vésale et son ami Gemma à Montfaucon.

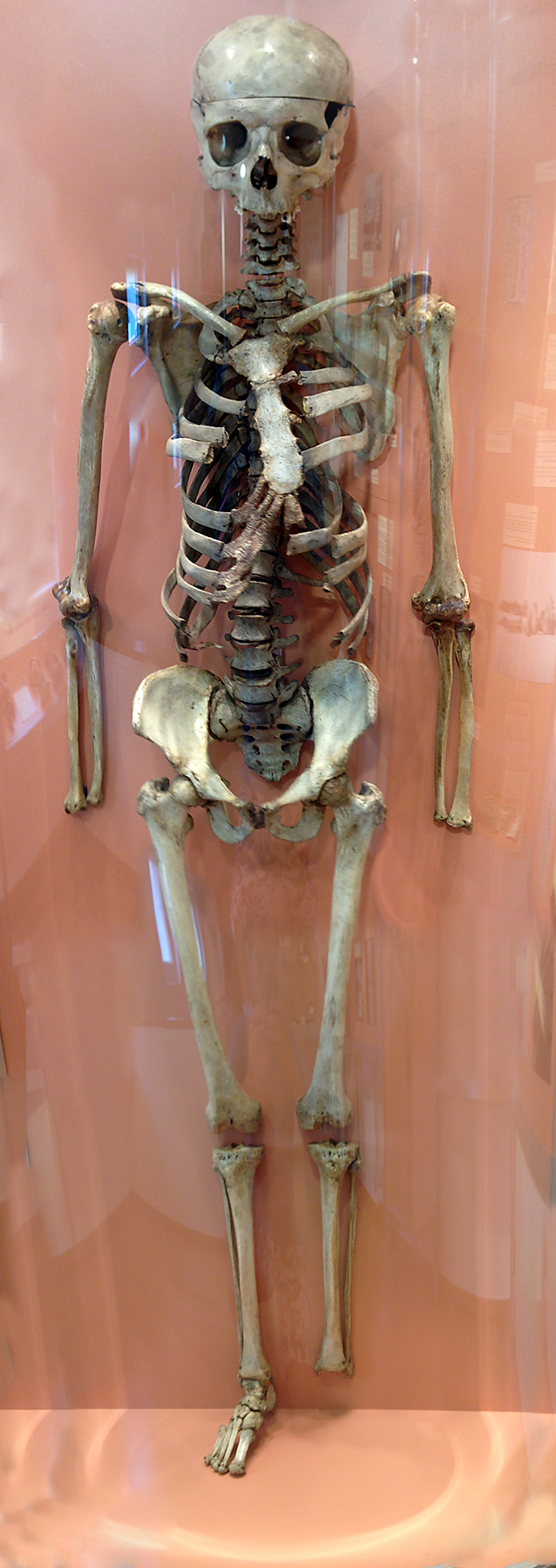
Le squelette de Jacob Karrer, articulé par Vésale en 1543 (musée anatomique de Bâle).

Vésale naît à Bruxelles (alors dans le duché de Brabant) au sein d'une famille de médecins, dans une maison située juste en face de la colline du Galgenberg (en néerlandais Mont de la potence), ce qui l'amène à voir durant son enfance de nombreux cadavres et squelettes nettoyés par les oiseaux. Une commémoration en latin est d'ailleurs gravée au niveau du site approximatif de sa demeure natale, sur la façade de l'actuel Athénée Robert Catteau. La légende raconte qu'il rapporte des ossements chez lui : sa curiosité a suscité sa vocation.
Son arrière-grand-père a été le médecin de Charles le Téméraire qui tenait sa cour à Bruxelles dans le palais des ducs de Brabant dont il avait hérité les titres sur diverses provinces des grands Pays-Bas. Son grand-père, Everard van Wesel, a été le médecin particulier de Maximilien Ier empereur du Saint-Empire, alors que son père, Anders van Wesel, a servi Maximilien puis sa fille Marguerite d'Autriche comme apothicaire et a été, plus tard, le valet de chambre de son successeur Charles Quint. Andries a encouragé son fils à poursuivre la tradition familiale, et l’a inscrit chez les frères de la vie commune à Bruxelles pour apprendre le grec et le latin selon la tradition de l'époque.
En 1528, il s’inscrit au Paedagogium Castrense, une des quatre pédagogies de l'Université de Louvain, pour apprendre les arts puis la médecine en 1530 ; sous l'influence de Nicolaus Florenas, médecin ami de la famille, quand son père est nommé valet de chambre du roi en 1532, il décide de poursuivre ses études à l'université de Paris, ville où il s’installe en 1533 chez l'habitant rue de la Grange-aux-Belles, donnant directement sur le gibet de Montfaucon.
Il a 20 ans et maîtrise les deux langues qui véhiculent les connaissances médicales : latin et grec. Il y étudie les théories de Galien sous la direction de Jean Fernel, de Gonthier d'Andernach et du grand anatomiste Jacques Dubois, médecin français très réputé à l’époque, fervent partisan du galénisme. De fait, Jacobus Sylvius deviendra un des plus farouches détracteurs des œuvres de Vésale. Il publiera même contre lui un diatribe, exhortant Charles Quint " à punir sévèrement, comme il se mérite, ce monstre, pire exemple d'ignorance, d'arrogance et d'impiété, de l'exclure pour qu'il n'empoisonne plus l'Europe de son haleine pestilentielle". À l'époque, les cours universitaires d'anatomie consistent en une lecture des textes de Galien tandis que dans des locaux qui ne portaient pas encore le nom de théâtres d'anatomie permanents, un barbier autopsie le plus souvent un chien, et deux fois pendant la saison hivernale un corps humain de pendu. C'est à cette époque que naît l’intérêt de Vésale pour l'anatomie : il demande les corps des pendus au gibet de Montfaucon et on le voit souvent examiner des os déterrés au cimetière des Innocents. Il étudie ces corps et apprend à les disséquer. À la demande de ses condisciples, il obtient l'autorisation de faire une dissection publique. "Jamais, confie-t-il au Dr Burggraeve, je ne serais devenu anatomiste si, pendant que j'étais à Paris pour y étudier la médecine, je  ne m'étais adonné aux dissections, et si je m'étais content  de manipulations grossières  faites par quelques barbiers". À cette époque, il a pour condisciple Michel Servet et Guillaume Rondelet qui poursuivront leurs études à la faculté de Montpellier.
La guerre entre la France et le Saint-Empire oblige Vésale à quitter Paris au bout de trois ans. Il dira y avoir peu appris : "A part les huit muscles de l'abdomen honteusement lacérés et présentés dans un ordre défectueux, personne à vrai dire, n'avait montré aucun muscle, ni d'ailleurs un os quelconque et moins encore un réseau de nerfs, de veines ou d'artères". Rentré à Louvain, où il poursuit ses études et obtient le baccalauréat en 1537, il y publie son premier livre, Paraphrasis in nonum librum Rhazae medici arabis clarissimi ad regem Almansorum de affectuum singularum corporis partium curatione, une paraphrase du neuvième livre de Rhazes. Il reste peu de temps à Louvain, peut-être à cause d’un différend avec un professeur. Puis, après un bref séjour à Venise, il se rend le 15 novembre 1537 à Padoue (Universitas artistarum), dont l'université réputée dans toute l'Europe jouit d'une grande liberté de recherche, car Padoue, ville de la république de Venise, ne craint pas l'Inquisition. Il y passe les épreuves de doctorat du 3 au 5 décembre 1537, est nommé par le Sénat de Venise à un poste de lecteur en chirurgie (explicator chirurgiae) et enseigne l'anatomie du corps humain. Aucune expérience n’avait été réalisée pour actualiser les travaux de Galien, considérés comme des références irréfutables. Vésale, pour sa part, innove en utilisant la dissection comme principal outil d'enseignement, réalisant le travail lui-même, tandis que ses étudiants sont regroupés autour de la table. L'observation directe est devenue la seule source fiable de connaissance et cette révolution entraîne une rupture considérable avec la pratique médiévale.
Il conserve pour ses étudiants des dessins méticuleux réalisés au cours de son travail sous forme de six grandes planches anatomiques légendées et les publie en 1538 sous le titre de Tabulae Anatomicae sex. Certaines de ces planches furent largement copiées dans l'Empire germanique et en France. La même année, il publie une version actualisée du manuel anatomique de Galien, Institutiones Anatomicae. En 1539, il publie une Lettre sur la Saignée, il s'agit alors d'un traitement largement prescrit pour presque toutes les maladies, mais le choix du point de prélèvement fait débat. La procédure grecque classique, préconisée par Galien, consiste à faire couler le sang d'un point situé près de la partie du corps atteinte par la maladie. Toutefois, la pratique musulmane au Moyen Âge consiste à retirer une plus petite quantité de sang à partir d'un point éloigné. Vésale, s'opposant à ses confrères de l'université de Bologne, défend la méthode de Galien en se fondant sur ses propres observations anatomiques.
En 1539, il obtient du juge Mercantonio qu'on lui cède des cadavres de condamnés pour les dissections publiques. Il réalise lui-même un grand nombre de schémas anatomiques détaillés, et fait dessiner par des artistes des planches anatomiques de grande précision et de bien meilleure qualité que celles produites auparavant.
Dès lors, Vésale constate rapidement des erreurs dans les descriptions de  Galien  et comprend qu’elles s’appliquent au singe et non à l’homme. Du fait que la dissection des corps humains était interdite dans la Rome antique, Galien avait disséqué à leur place des singes magots et avait transféré le modèle animal à l'homme. Convaincu que l'homme est "le seul document véridique sur la fabrique du corps humain", Vésale entreprend la rédaction d’un traité d'anatomie destiné à corriger plus de deux cents erreurs de Galien. En janvier 1540, il est invité par les étudiants de Bologne à venir illustrer par la dissection le cours d'un de leurs professeurs, Matteo Corti. En privilégiant la vue et le toucher, Vésale met en place de nouvelles méthodes pour aborder la connaissance du corps humain. Il peut ainsi réfuter de nombreuses erreurs anatomiques dues à Galien ou à de mauvaises traductions de Galien ; par exemple, il décrit pour la première fois la veine azygos, prouve que la mandibule chez l'homme est composée d’un seul os, et non pas de deux, que le foie humain n'est pas constitué de quatre ou cinq lobes, comme le prétendait Galien.
En 1543, Vésale procède à une dissection publique du corps de Karrer Jakob von Gebweiler, un meurtrier célèbre de la ville de Bâle (Suisse). Avec l’aide du chirurgien Franz Jeckelmann, il rassemble les os et, enfin, fait don du squelette à l’université de Bâle. Cette préparation (« Le squelette de Bâle ») est la seule préparation de Vésale concernant un squelette encore préservée de nos jours. Elle est toujours exposée au musée anatomique de l'université de Bâle.
Il meurt le 15 octobre 1564 dans l'île de Zakynthos en Grèce, au retour d'un pèlerinage en Terre sainte.

## De Humani Corporis Fabrica

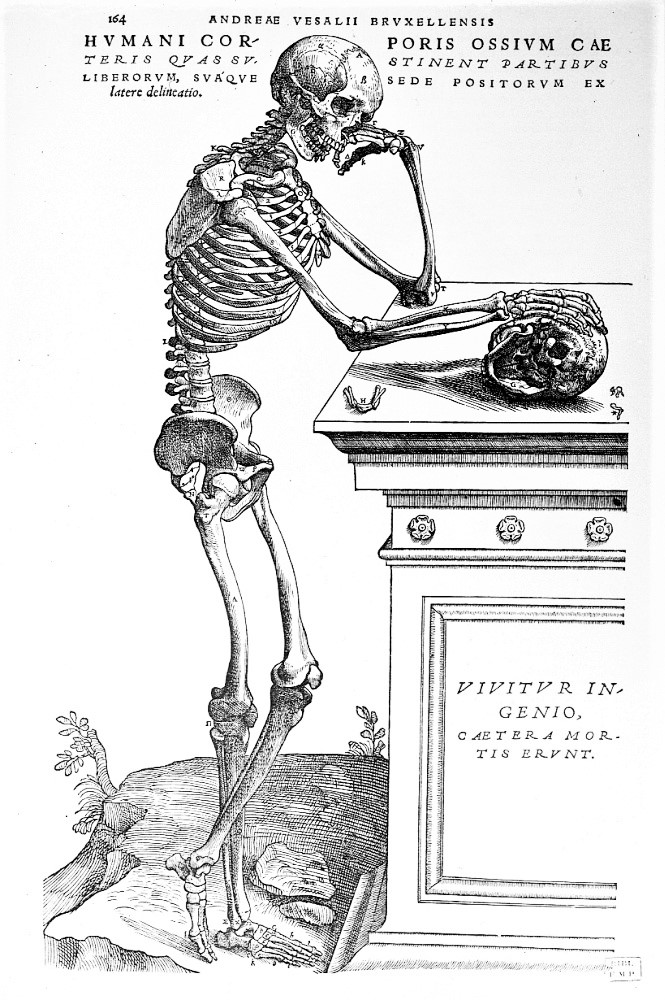
"Humani corporis ossium caeteris quas sustinent partibus liberorum, suaque sede positorum ex latere delineatio", in: De humani corporis fabrica libri septem, Bâle, Joannes Oporinus, 1543. Dessinateur : Vecellio Tiziano, dit Le Titien et/ou Jean-Stéphane de Calcar (son élève et al. ?), livre I, p. 164.

En 1543, après cinq ans de travaux incessants, il publie ses découvertes à Bâle chez Johan Herbst, dit Oporinus (imprimeur, universitaire et professeur de grec) dans De humani corporis fabrica libri septem (La Structure Du Corps Humain), couramment appelé la Fabrica et dédiée à Charles Quint. Cette œuvre monumentale sur l’anatomie humaine, en sept livres, près de 700 pages, est abondamment illustrée ; on attribue les planches anatomiques sur bois à Jan van Calcar ou à l'école du Titien ; le graveur n'est pas connu.
Ce travail souligne l’importance de la dissection et de ce que l'on appelle une vue « anatomique » du corps – le fait de voir l'intérieur du corps comme un ensemble d'organes regroupés par systèmes (ostéologie par exemple). Ce livre offre un contraste frappant avec un grand nombre de modèles anatomiques utilisés précédemment, qui présentaient de nombreux éléments tirés de Galien ou d’Aristote, ainsi que des éléments d’astrologie. Bien que des textes anatomiques modernes aient été publiés par Mondino de' Liuzzi et Jacopo Berengario da Carpi, une grande partie de leur travail restait sous l'influence de Galien et du galénisme de langue arabe.
Bien que le travail de Vésale n'ait pas été le premier à s'appuyer sur les constatations d'autopsie, ni même le premier ouvrage anatomique de cette époque, la valeur de sa production de planches très détaillées et complexes, et le fait que les artistes qui les ont réalisées aient probablement assisté aux dissections en font un ouvrage devenu classique. Outre la première bonne description de l'os sphénoïde, il montre que le sternum se compose de trois parties et le sacrum de cinq ou six pièces, et décrit avec précision le vestibule de l'oreille à l'intérieur de l'os temporal. Il a non seulement vérifié l'observation d'Étienne sur les valves des veines hépatiques, mais il a également décrit la veine azygos, et a découvert le canal qui passe chez le fœtus entre la veine ombilicale et la veine cave, connu depuis sous le nom de canal d'Arantius. Il a décrit l’épiploon, et ses liens avec l'estomac, la rate et le côlon, a donné la première représentation correcte du pylore ; il a observé la petite taille de l'appendice cæcal chez l'homme, a rendu compte le premier de l’existence du médiastin et de la plèvre et réalisé une description de l'anatomie du cerveau encore plus avancée. Vésale décrit parfaitement les valves cardiaques, le diaphragme, les adducteurs, le sternum, et la cloison interventriculaire qui devait être selon Galien un espace percé de trous. Toutefois, le poids des traditions l'empêche de s'affranchir totalement de l'enseignement des Anciens et notamment de la physiologie galénique ; s'il remet en cause la présence du réseau admirable (le rete mirabile) chez l'homme, il n’a pas compris la structure du récessus inférieur, et il s’est trompé dans le décompte des nerfs crâniens en désignant le nerf optique comme la première paire et en confondant la troisième paire avec la cinquième et la cinquième avec la septième. On note parfois aussi des divergences entre le texte écrit (anatomie de l'homme général) et les gravures faites d'après un individu en particulier. Dans ce travail, Vésale est aussi le premier à décrire le mécanisme de la respiration, ouvrant la voie à la réanimation.
Il faut toutefois remarquer que l'anatomie de Vésale est essentiellement descriptive et donc peu utilisable par les chirurgiens. Il faut attendre un peu pour que l'anatomie devienne tissulaire avec Malpighi, topographique avec Winslow et Douglas, et pathologique avec Morgani. Mais avec La Fabrica, la graine est plantée et, parmi d’autres médecins de l’époque, Ambroise Paré reconnaît avoir largement puisé dans l’ouvrage de Vésale pour ses travaux. En même temps que la Fabrica, Vésale publie son Epitome ou Résumé à l'usage des étudiants. À la suite de la parution de la Fabrica, Vésale devient médecin de Charles Quint et abandonne la chaire de Padoue. Les attaques contre ses ouvrages l'amèneront à brûler ses manuscrits et ses travaux en cours.
Cet ouvrage novateur dans l'histoire de l'anatomie apparait l’année-même où Copernic publie son De revolutionibus orbium coelestium qui devait révolutionner l’astronomie en affirmant que la Terre n'occupe pas le centre de l'Univers.

## Médecin de l’empereur et dernières années de vie

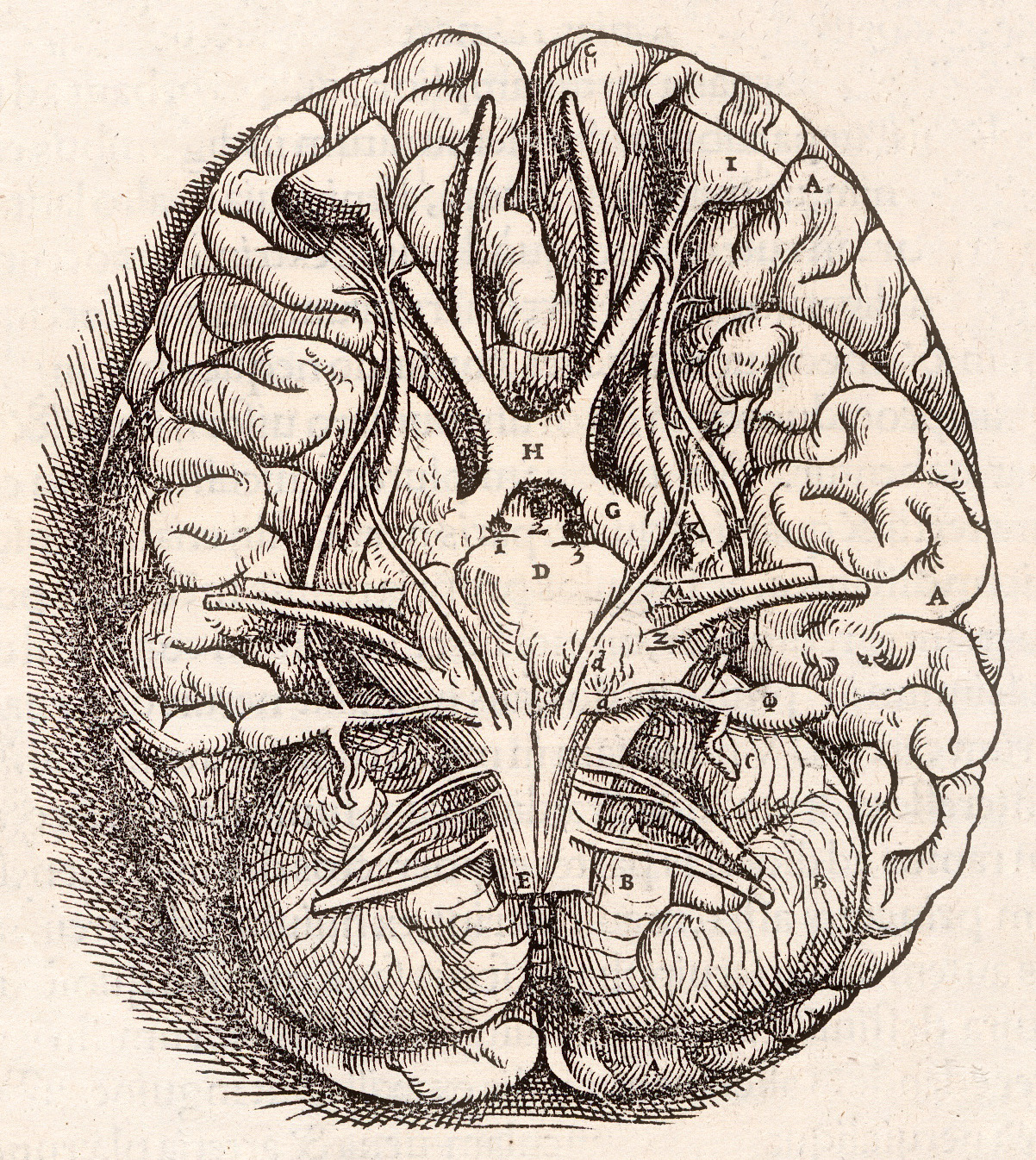
Base du cerveau, montrant le chiasma optique, le cervelet, le bulbe olfactif

Peu de temps après la publication, on propose à Vésale le poste honorifique de médecin impérial à la cour de Charles Quint à Bruxelles. Il informe le Sénat de Venise qu'il quitte son poste à Padoue, ce qui incite Cosme Ier Médicis, grand-duc de Toscane à l'inviter à venir développer l'université de Pise alors en déclin. En 1544, il passe à Bologne, à Pise et accepte le poste de chirurgien de l’empereur Charles Quint, puis de Philippe II d'Espagne.
Il épouse Anne van Hamme, fille d'un notable bruxellois, devient le médecin des grands, suit les déplacements de la cour, soigne les blessures de guerre ou de tournoi, réalise des interventions chirurgicales et des autopsies, et écrit des lettres personnelles, les Consilia, pour répondre à des questions d'ordre médical. Avec Ambroise Paré, il est même appelé en 1559 au chevet du roi de France Henri II, blessé à l’œil par une lance lors du tournoi des Tournelles et qui décédera quelques jours plus tard.
En 1546, il publie ses recherches sur l'influence de la racine de Chine contre la goutte, dans un petit traité Epistola Radicis Chynae. Il recommande l'usage de cette plante, avec la même vigueur que celle mise auparavant à diffuser ses découvertes en anatomie. Cela suscite une nouvelle série d'attaques contre son œuvre, qui fait alors l’objet d’une demande de condamnation auprès de l'empereur Charles Quint qui, en 1551, saisit une commission à Salamanque pour enquêter sur les implications religieuses de ses méthodes. Le travail de Vésale est autorisé par le conseil, mais les attaques se poursuivent. Cinq ans plus tard, son virulent détracteur Jacobus Sylvius prétend encore que c’est le corps humain lui-même qui a changé depuis l’époque où Galien l’avait étudié (et donc que le maître ne s’était pas trompé).
Après l'abdication de Charles Quint qui l'a nommé comte palatin avec une pension à vie, Vésale reste auprès de son fils Philippe II. En 1555 il publie une édition révisée du De humani corporis fabrica, toujours à Bâle chez Oporinus.
En 1564, Vésale se rend en pèlerinage en Terre sainte. Il navigue avec la flotte vénitienne sous les ordres de James Malatesta par la route de Chypre. À son arrivée à Jérusalem, il reçoit un message du Sénat de Venise lui demandant à nouveau d'accepter le poste de professeur à Padoue, devenu vacant à la suite de la mort de son ami et élève Gabriele Falloppio.
Lors du voyage de retour, après avoir lutté des jours durant contre un vent défavorable en mer Ionienne, son bateau fait naufrage et Vésale meurt à l'âge de 49 ans le 15 octobre 1564, des suites du typhus, sur les côtes de l’île de Zante (Zakynthos) où il avait été rejeté. Il meurt dans un tel état de dénuement qu'un bienfaiteur paie ses funérailles et son tombeau.
Pendant de nombreuses années, on a supposé que le pèlerinage de Vésale a été imposé par une condamnation de l'Inquisition. Aujourd'hui, cette hypothèse est généralement considérée comme étant sans fondement et est rejetée par les biographes modernes. Il semble que cette calomnie ait été diffusée par Hubert Languet, qui avait servi Charles Quint, puis le prince d'Orange. Il a affirmé en 1565 qu’au cours d’une autopsie sur une femme de l’aristocratie en Espagne, le frère de cette Madrilène aurait constaté que le cœur battait encore, ce qui lui avait valu une condamnation à mort par l'Inquisition (dissection de vivant). L'histoire prétend que le roi Philippe II aurait transformé la sentence en pèlerinage forcé à Jérusalem (« grand pèlerinage »). La légende a fait surface à plusieurs reprises au cours des années qui ont suivi, persistant jusqu'à une époque récente.

## Citation
« Quand j’entreprends la dissection d'un cadavre humain je passe d’abord une solide corde nouée sous la mâchoire inférieure et traversant les zygomatiques jusqu'au sommet de la tête ... L’extrémité inférieure de la corde coulisse dans la gorge d’une poulie fixée à une poutre dans la chambre pour que je puisse soulever ou abaisser le corps pour qu’il reste suspendu sur place ou bien qu’il puisse tourner dans n'importe quelle direction en fonction de ce que je recherche ... Vous devez prendre soin de ne pas mettre la corde autour du cou, à moins que certains des muscles liés à l'os occipital aient déjà été enlevés. ... »

— Andreas Vesalius , De humani corporis fabrica

## Ses œuvres

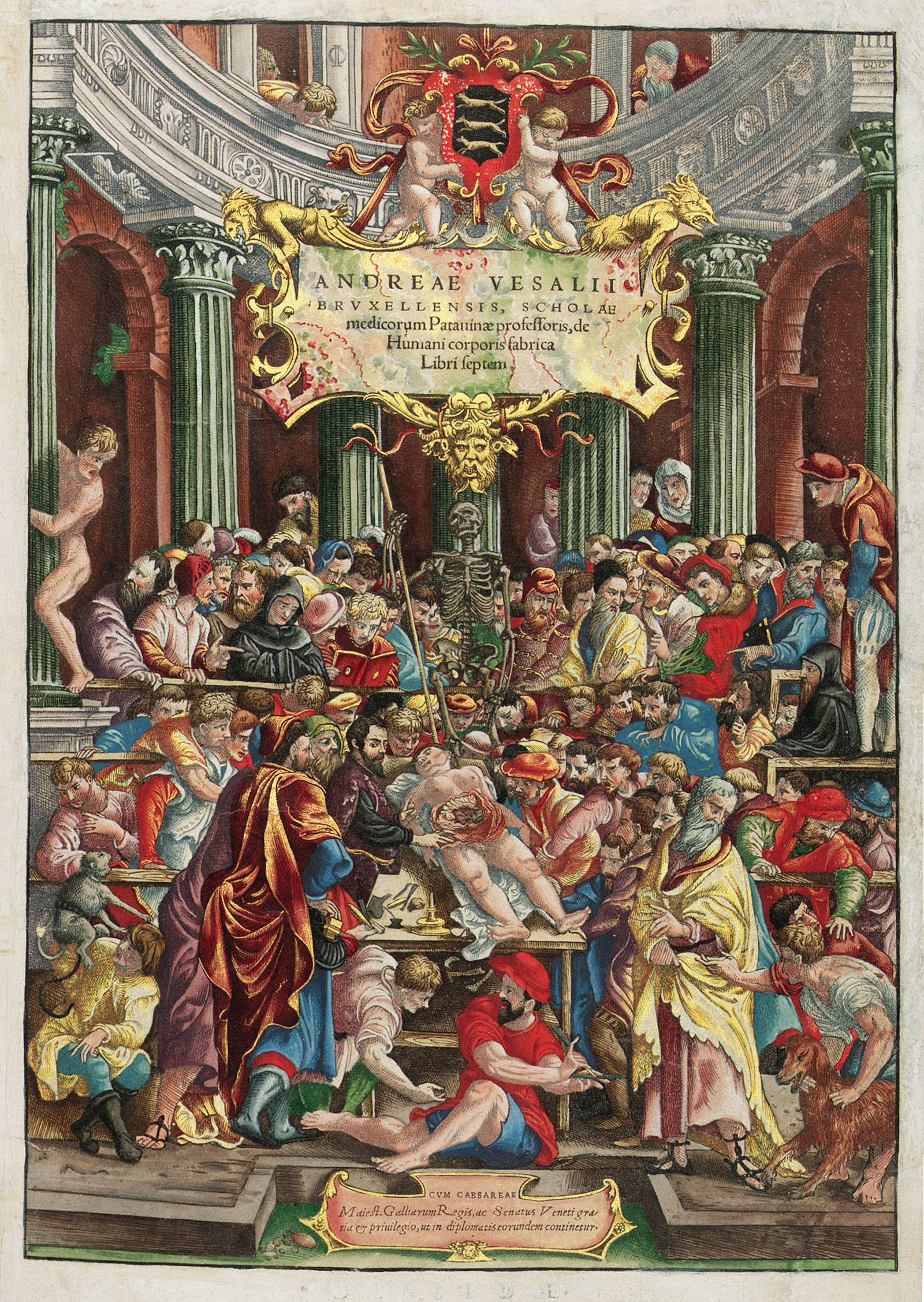
De humani corporis fabrica.

- Paraphrasis in nonum librum Rhazae medici arabis clarissimi ad regem Almansorum de affectuum singularum corporis partium curatione, 1537.
- Tabulae anatomicae sex 1538
  - les premières planches anatomiques (6 au total). Trois d'entre elles sont exécutées par Jan Stefan van Calcar, un élève du Titien, les autres étant de Vésale lui-même. Ces planches révolutionnent l’enseignement de l’anatomie. Toutefois, se conformant exactement au dogme galénien, il reproduit des erreurs de celui-ci (foie pentalobé par exemple).
- Institutionum anatomicarum secundum Galeni sententiam ad candidatos medicinae libri quatuor. Venise, 1538, Padoue, J. Fabranus, 1550[18].
- Anatomicarum institutionum ex Galeni sententia, libri III .. His accesserunt Theophili Protospatarii, De corporis humani fabrica, libri V. Item Hippocratis Coi De medicatum purgatories, libellus nunquam ante nostra tempora in lucem editus. Junio Paulo Crasso Patavino interprete. Lugduni (Lyon), 1541 (avec la coll. de Jean Guinter d'Andernach (de)).
- De humani corporis fabrica Bâle, Johannes Oporinus, 1543, 2e éd. en 1555
  - Le plus grand traité d'anatomie depuis Galien. Vésale y corrige les erreurs les plus flagrantes du médecin antique, mais certaines erreurs ou approximations persistent encore (comme la communication entre ventricules du cœur). Dans la seconde édition, parue en 1555, Vésale apporte d'autres corrections et c'est cette édition qui fera autorité jusqu'au XVIIIe siècle. Ce traité ne met pas fin au galénisme, Vésale se présentant comme un héritier de la médecine antique, mais il engendra dès sa parution une polémique qui éloigna durablement Vésale de ses recherches.
- Epistola, rationem modumque propinandi radicis Chynae decocti, quo nuper inuictissimus Carolus V Imperator usus est, pertractans: & praeter alia quaedam, epistolae cuiusdam ad Iacobum Sylvium sententiam recensens, veritatis ac potissimum humanae fabricae studiosis perutilem. Basileae ex officina Ioannis Oporini 1546.
  - Première description de la racine de Chyne (radix Chinaeou (Smilax chinae) utilisée dans le traitement de la syphilis. Mais ce texte est aussi une défense des méthodes et des doctrines exposées dans sa Fabrica. Incidemment, Vésale y révèle aussi des éléments de sa biographie : son expérience de l’enseignement à Pise, la destruction de certains de ses manuscrits, ses maîtres en médecine, etc.

La Fabrica et l'Epitome ont inspiré de nombreux ouvrages d'anatomie et d'anatomie artistique.
- Les portraicts anatomiques de toutes les parties du corps humain, gravez en taille douce, par le commandement de feu Henry huictiesme Roy d’Angleterre. Ensemble l’abbregé d’André Vesal, & l’explication d’iceux accompagnée d’une déclaration anatomique. Paris André Wechel 1569 (avec la coll. de Jacques Grévin). Première édition de la traduction en français de l’Epitome de Vésale.
- Anatomia Viri in hoc Genere Princip... in qua tota humani corporis fabrica, iconibus elegantissimis iuxta genuinam Auctoris delineationem aeri incisis, lectori ob oculos ponitur. Amstelodami Ioannes Ianssonius 1617. Remise en vente de l'édition de l'Epitome, donnée par Henri Botter à Cologne en 1600.
- Opera Omnia anatomica & chirurgica. Lugduni Batavorum Joannem du Vivie & J. et H. Verbeek 1725 2 volumes. Édition des œuvres complètes de Vésale, donnée par Herman Boerhaave et Bernhard Siegfried Albinus.
- Abrégé d’anatomie accommodé aux arts de peinture et de sculpture. Paris, J.B. Crepy, 1760.
- Tabulae Anatomicae. - Fac imilé des sept planches de l’édition de Cologne et des six planches de l’édition d'Augsbourg d’après les exemplaires uniques appartenant à la Bibliothèque royale de Belgique. Culture et civilisation 1965.
- De humani corporis fabrica (fac similé), Paris, Les belles lettres. 2001.

## Culture populaire et hommages
- « Don Andréa Vésalius, l'anatomiste » est la troisième nouvelle de Champavert, de Pétrus Borel, publié en 1833.
- Une référence à André Vésale apparaît dans le jeu vidéo Deus Ex: Human Revolution sous le nom d'une des employés de Sarif Industries (Andrea van Wesel).
- Le logiciel médical InVesalius porte ce nom en hommage.
- Une statue d'André Vésale se dresse au centre de la place des Barricades à Bruxelles.
- La Haute Ecole de la Province de Liège André Vésale est composée d'instituts regroupant des formations paramédicales, sportives et sociales[20].
- (2642) Vésale, astéroïde.

## Héraldique
| Armoiries d'André Vésale | Armoiries d'André Vésale |
| ------------------------ | --- |
|                          | Ces armes parlantes figurent sur un portrait d'André Vésale. (gravure) Ecu:De sable, à trois belettes courantes d'argent, l'une sur l'autre,.Devise:Ocyus, jucunde et tuto est empruntée à Asclépiade. |

### Bases de données et dictionnaires
- Ressources relatives aux beaux-arts :   - Auckland Art Gallery
  - British Museum
  - ECARTICO
  - Grove Art Online
  - MutualArt
  - RKDartists
  - Royal Academy of Arts
  - Sandrart.net
  - Union List of Artist Names
- Ressources relatives à la recherche :   - Biodiversity Heritage Library
  - Mathematics Genealogy Project
  - Medicina
- Ressources relatives à la musique :   - Discogs
  - MusicBrainz
- Ressource relative à la littérature :   - Internet Speculative Fiction Database
- Ressource relative à la santé :   - Bibliothèque interuniversitaire de santé
- Notices dans des dictionnaires ou encyclopédies généralistes :   - Biographie nationale de Belgique
  - Biografisch Portaal van Nederland
  - Britannica
  - Brockhaus
  - Den Store Danske Encyklopædi
  - Deutsche Biographie
  - Diccionario Biográfico Español
  - Dictionnaire historique de la Suisse
  - Enciclopedia italiana
  - Enciclopedia De Agostini
  - Gran Enciclopèdia Catalana
  - Internetowa encyklopedia PWN
  - Nationalencyklopedin
  - Store norske leksikon
  - Treccani
  - Universalis
  - Visuotinė lietuvių enciklopedija
- Notices d'autorité :   - VIAF
  - ISNI
  - BnF (données)
  - IdRef
  - LCCN
  - GND
  - Italie
  - Japon
  - CiNii
  - Espagne
  - Belgique
  - Pays-Bas
  - Pologne
  - Israël
  - NUKAT
  - Catalogne
  - Suède
  - Vatican